# Tortitas de Santa Clara
Las tortitas de Santa Clara son un postre mexicano típico de la gastronomía del estado de Puebla, creado durante la época virreinal. Tienen la forma de una galleta y son originarias de la ciudad de Puebla, Puebla. Fueron creadas en el convento de Santa Clara, del cual es proveniente su nombre. En la actualidad, son ampliamente comercializadas tanto dentro como al exterior del estado de Puebla, debido a su fácil manufactura así como su amplia aceptación por el público en general. Dentro del estado es común encontrarlas en los locales del centro histórico de la capital, siendo los más concurridos los localizados en la Calle 6 Oriente.

## Historia
En la época virreinal en Puebla, al igual que en el resto del país, hubo una época de sincretismo, es decir, un choque de culturas, ideologías, y en este caso, sabores. Los conquistadores españoles traían ya sus alimentos tradicionales, cuyas recetas hacían aprender a los indígenas (que normalmente eran su servidumbre). Sin embargo, en México no se encontraban todos los ingredientes y especias que los españoles usaban, de modo que los indígenas buscaban adaptarse a las recetas españolas con los ingredientes locales, dando origen a combinaciones exóticas y maravillosas, que hoy son parte del Patrimonio Cultural de la Humanidad. Entre estas múltiples invenciones, se cuenta que en el convento de Santa Clara, una monja apurada por crear un nuevo postre, haciendo combinaciones al azar y teniendo a la mano el dulce de pepita recientemente inventado por ellas, decidió combinarlo para hacer una galleta, naciendo de este modo uno de los dulces típicos más famosos.

## Elaboración
El azúcar y el bicarbonato se disuelven en agua, y con la manteca agregada se bate hasta que la masa tenga consistencia de crema. Se añade la harina y las yemas de huevo, y se amasa hasta lograr la textura de una pasta. Un papel de estraza se enharina bien y sobre él se coloca una pequeña porción de la pasta hecha, se cubre con otro papel igualmente enharinado y se palotea o aplana con cuidado hasta que la masa tenga un grueso de medio centímetro.
Posteriormente, se corta la pasta y se retira para colocarla en latas de horno forradas con papel de estraza, mas en la orilla de cada tortilla se pone una tirita de la misma masa para formar un borde y con la punta de un tenedor, se marca alrededor de la misma para crear un decorado.
Se deja reposar durante 24 horas y se coloca en un horno precalentado a 200 °C, un tiempo de 12 a 15 minutos o hasta que queden bien cocidas. Se dejan enfriar y posteriormente se rellenan.

### Elaboración del relleno
Las pepitas se ponen a remojar desde un día antes en medio litro de agua con la ceniza disuelta en ella.
Al día siguiente se lavan bien y se ponen sobre un metate o piedra y se tallan hasta quitarles la capa verde, se lavan de nuevo y se muelen. El azúcar se pone a cocer en la media taza de agua hasta que tome punto de turrón, el cual se reconoce cuando al poner una bola de miel en un vaso de agua fría, ésta adquiere consistencia dura.
Posteriormente, se añade la pepita molida, se deja hervir un poco, se retira del fuego y se bate. Cuando se enfría se le agrega un poco de leche y se sigue batiendo hasta que tome consistencia. Después de dejarla enfriar se puede proceder a rellenar o cubrir las galletas con la mezcla.
Se deja que la mezcla se solidifique y están listas para comerlas o venderlas.

## Distribución
Se les puede encontrar en algunos conventos donde las religiosas acostumbran todavía vender este dulce típico, y de forma más comercializada se pueden adquirir en la Calle 6 Oriente o Calle de los Dulces, en la ciudad de Puebla, en el estado del mismo nombre, así como en la mayoría de las dulcerías típicas poblanas, pues su distribución a nivel nacional aún no se ha generalizado.

## Importancia
Las tortitas de Santa Clara son un elemento importante de la gastronomía mexicana, siendo uno de los postres más degustados en México y de forma especial en el estado de Puebla, lugar donde tienen su origen, conlleva toda una historia de riqueza cultural y tradicional. Al formar parte de la historia y de la economía de este estado, que además figura como una de las ciudades más importantes en la época virreinal, no puede desligarse de la identidad del mismo, y es ahora parte de una de las gastronomías más importantes a nivel mundial.